# Galzinia longibasidia
Galzinia longibasidia är en svampart som beskrevs av Hallenb. 1980. Galzinia longibasidia ingår i släktet Galzinia och familjen Corticiaceae.   Inga underarter finns listade i Catalogue of Life.